# Burgruine Prägrad

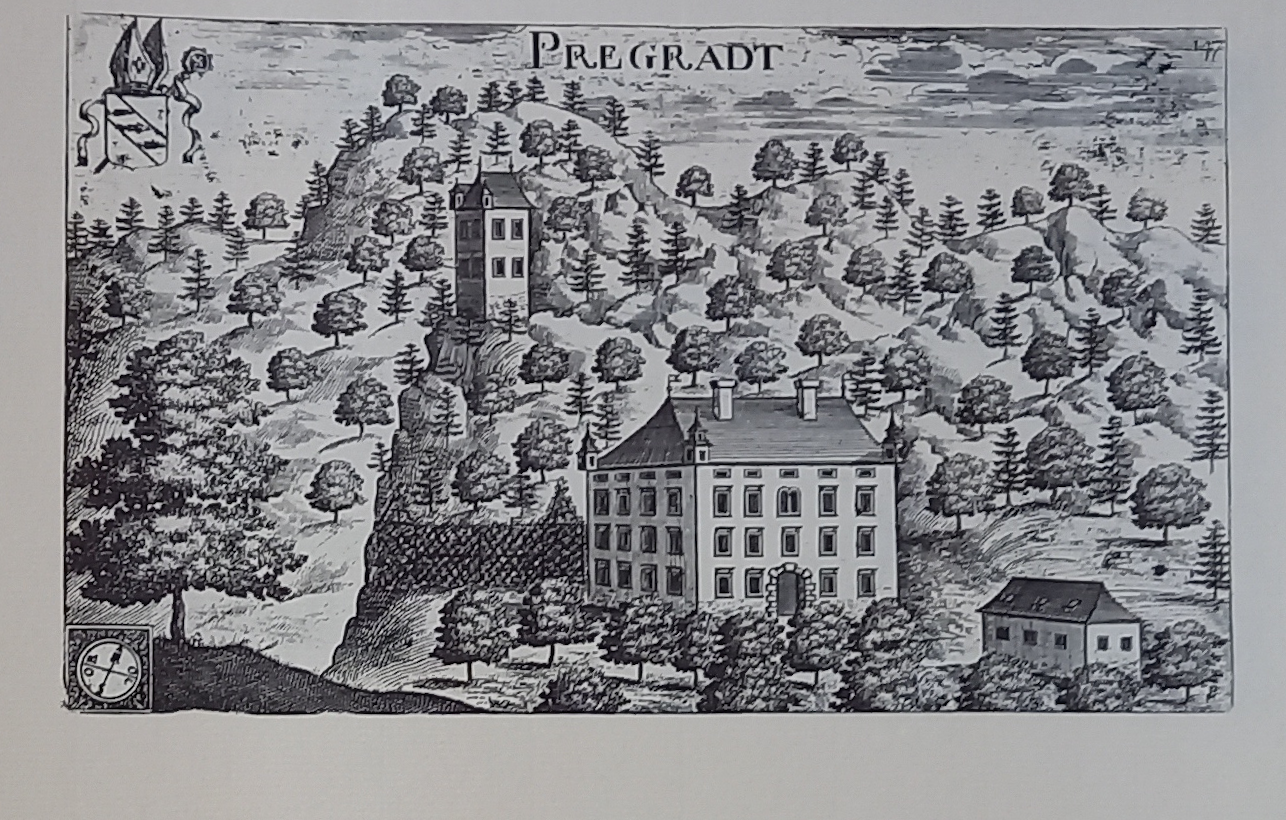
Stich von Schloss und Ruine Prägrad (Valvasor 1688)

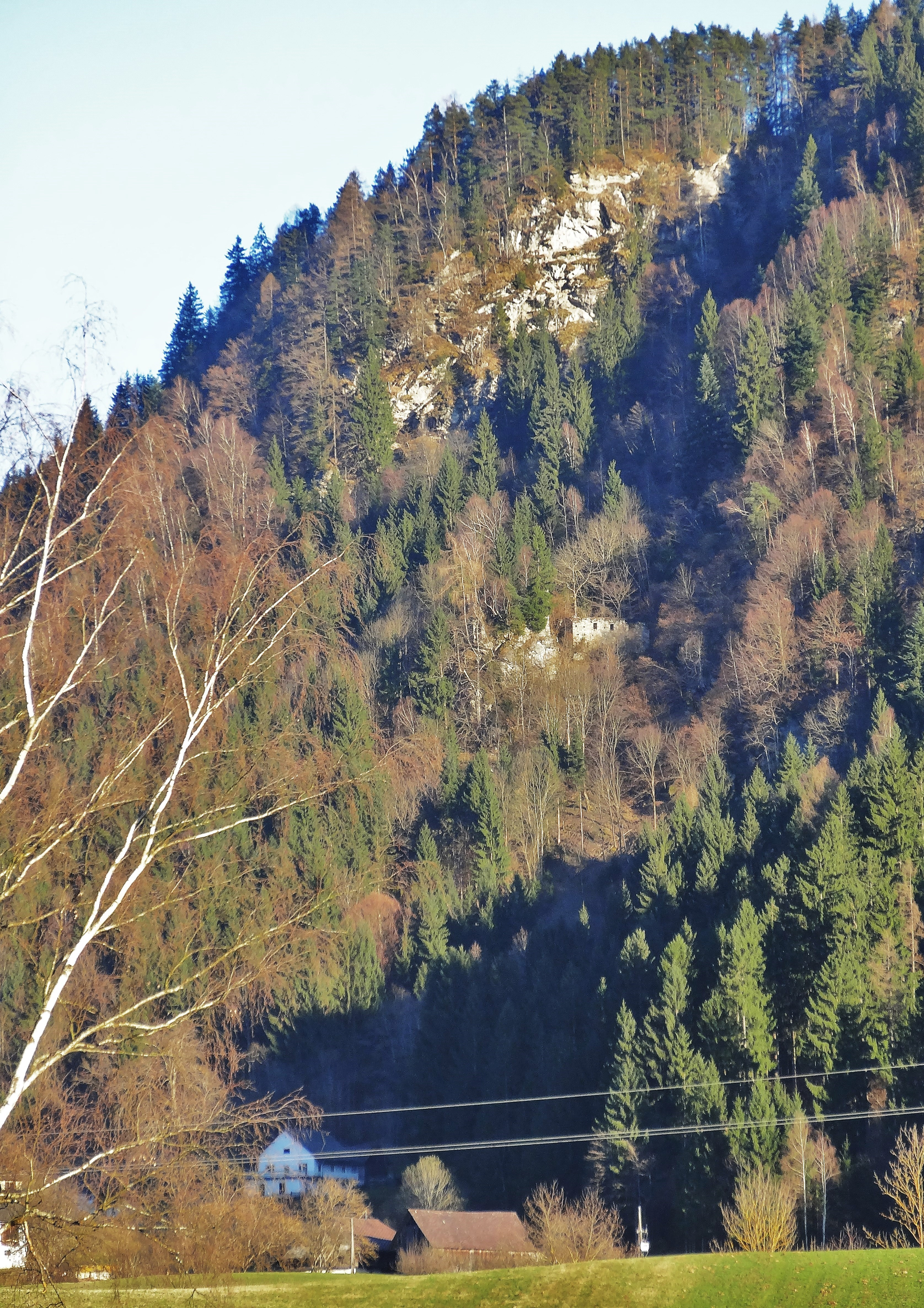
Ansicht der Burgruine vom Tal – Ortschaft Prägrad und Bleistätter Moor

Die Burgruine Prägrad ist die Ruine einer Höhenburg oberhalb der Ortschaft Prägrad in der Gemeinde Feldkirchen in Kärnten auf einem felsigen Vorsprung über der Bleistatt.
Der Name „Prägrad“ ist slawischen Ursprungs und bedeutet so viel wie „Gebiet vor der Burg“ oder „Vorburg“ (pre = „vor“; grad = „Burg“). Möglicherweise war die Befestigung ursprünglich als Vorwerk zu einer größeren Anlage gedacht.
Aus einer Urkunde von 1166 geht die Oberhoheit des Bistums Bamberg hervor, 1258 war sie in landesfürstlichem Besitz. 1456 gingen Burg und Herrschaft an Friedrich III. Später ging Prägrad an die Ernauer und 1628 an das Stift Ossiach über.
Der Lage nach handelt es sich um eine Hangburg. Von der Gründungsanlage aus dem 12. Jahrhundert sind noch die Teile innerhalb des wohnturmartigen Ausbaus des 15. Jahrhunderts erhalten. Reste eines Zwingers aus dem 15. Jahrhundert befinden sich im Südosten der Burganlage.
Das spätgotische-frührenaissancezeitliche Schlossgebäude am Fuße des Burgfelsens – das sogenannte Pflegerhaus, vulgo Schlossbauer – wurde im Jahr 1967 abgebrochen.
In Valvasors Topographia Archiducatus Carinthiae antiquae & modernae completa von 1688 findet sich ein Kupferstich von Burg und Schloss.

## Geographie
Die Burgruine Prägrad befindet sich in unmittelbarer Nähe zur Ortschaft Prägrad.
Nordöstlich der Ruine befindet sich die Stadtgemeinde Feldkirchen in Kärnten und südöstlich die Ortschaft Glanhofen.

## Baugeschichte
Die Ausdehnung der heutigen Kernburg ist im Wesentlichen auf den hochmittelalterlichen Gründungsbau der flächenmäßig kleinen Burganlage zurückzuführen. Vor allem an der Südwestecke haben sich bedeutende Mauerreste der Gründungsanlage erhalten. Das hochmittelalterliche Mauerwerk charakterisiert sich als streng der Einzellage verpflichtetes Bruchsteinmauerwerk in Schalentechnik mit plattigen Orthostaten im Eckverband. Die Stärke der erhaltenen Mauerteile beträgt im Süden an der Angriffsseite lediglich 0,90–0,95 m.
In einer Bauphase der Spätgotik (um 1450/1500) erfolgte ein großzügiger Neubau der kleinen Burganlage und die Umgestaltung der hochmittelalterlichen Kernburg zu einem spätgotischen Wohnturm.
Das Haupttor zur Kernburg bzw. zum Wohnturm wurde durch einen eingezogenen, gegen Osten vorspringenden Torbau gesichert. Der über alle Geschoße reichende torturmartige Annex ist im Fundamentbereich mit dem Wohnturm verzahnt. Der quer in den Halsgraben gestellte, längsrechteckige Wirtschaftsbau wird im Norden in den Zwingerbau miteinbezogen und konnte ehemals über ein Tor im Erdgeschoß sowie über eine Tür im Obergeschoß der Nordmauer betreten werden. Das durch Trichterscharten belichtete Erdgeschoß war mit einer sekundär eingestellten Binnenmauer in zwei Abschnitte unterteilt.
Das Mauerwerk dieser Bauphase charakterisiert sich durch ein netzartiges Zwickelmauerwerk ohne eindeutig erkennbare Arbeits- bzw. Kompartimenthöhen.
Die ältesten Mauerteile verweisen auf eine architektonisch wenig anspruchsvolle Kleinburg aus den Jahrzehnten vor der Erstnennung von 1140. Die erhaltenen, von späteren Bauphasen überprägten, Mauerreste nehmen eine Fläche von rund 14,5 × 12,5 m ein. Gegen Süden ist eine verhältnismäßig schwache Mantelmauer ausgebildet, die ehemals die weiteren Außenmauern der Burg um zumindest eine Geschoßhöhe überragte. Ein Ausbau bzw. eine Neukonzeptionierung der kleinen Burganlage erfolgte den Baubefunden zufolge in der Zeit um 1450/1500. Dieser Zeitraum scheint auch historisch gut abgesichert, da die Burg im Jahr 1468 in den Besitz der einflussreichen und mächtigen Herren von Ernau gekommen war. Die hochmittelalterliche Kernburg wurde zu einem mindestens viergeschoßigen Wohnturm ausgebaut, dessen Nordfront heute gänzlich verloren ist. Die Südmauer wurde dabei fast zur Gänze völlig neu errichtet, wobei lediglich die Südwest-Ecke der hochmittelalterlichen Kernburg erhalten blieb.

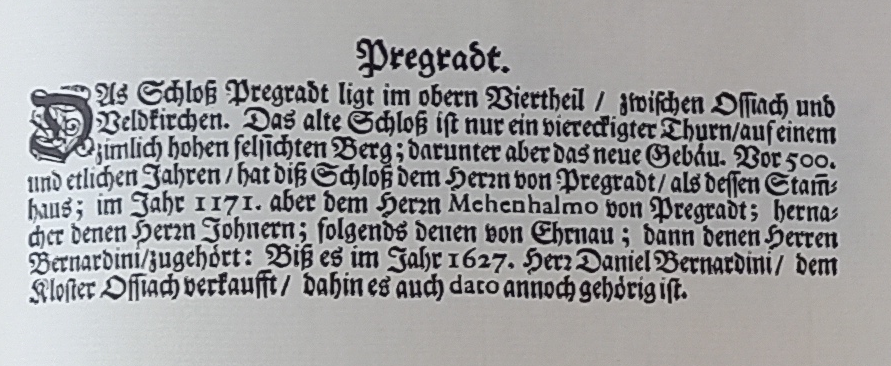
Text zuchloss und Ruine Prägrad (Valvasor 1688)